# Toverstaf

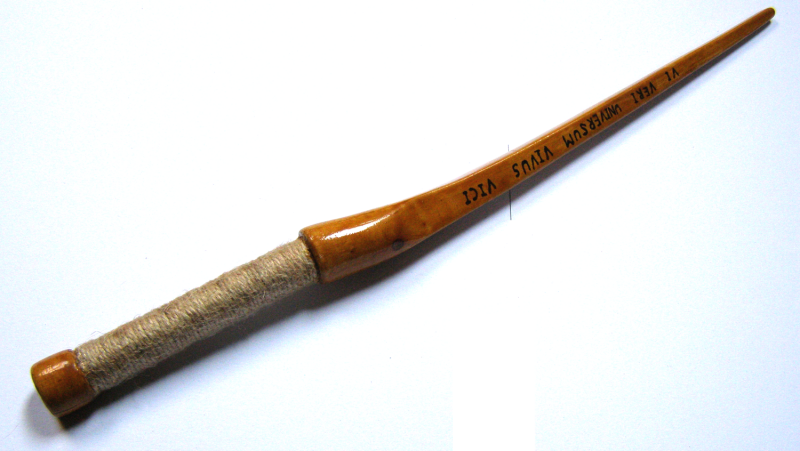
Een toverstaf

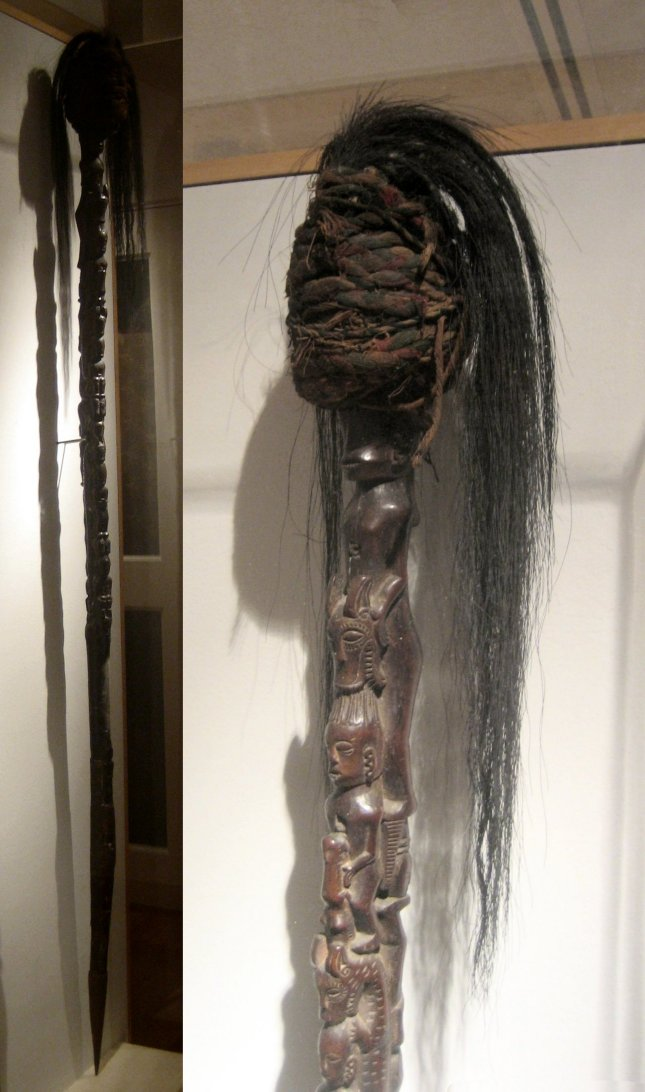
Tunggal panaluan van een Batak-sjamaan

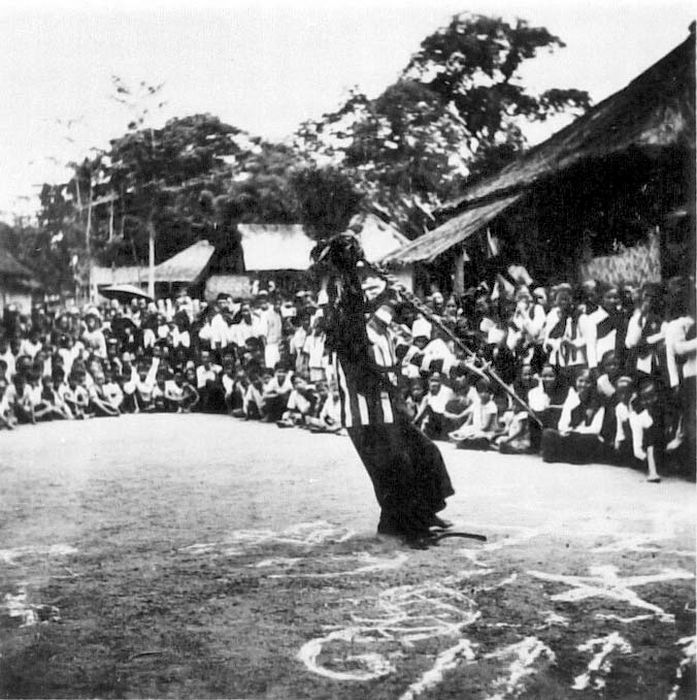
Een Batakpriester danst onder toeziend oog van zijn dorpsgenoten met zijn toverstaf boven op de grond getekende symbolen

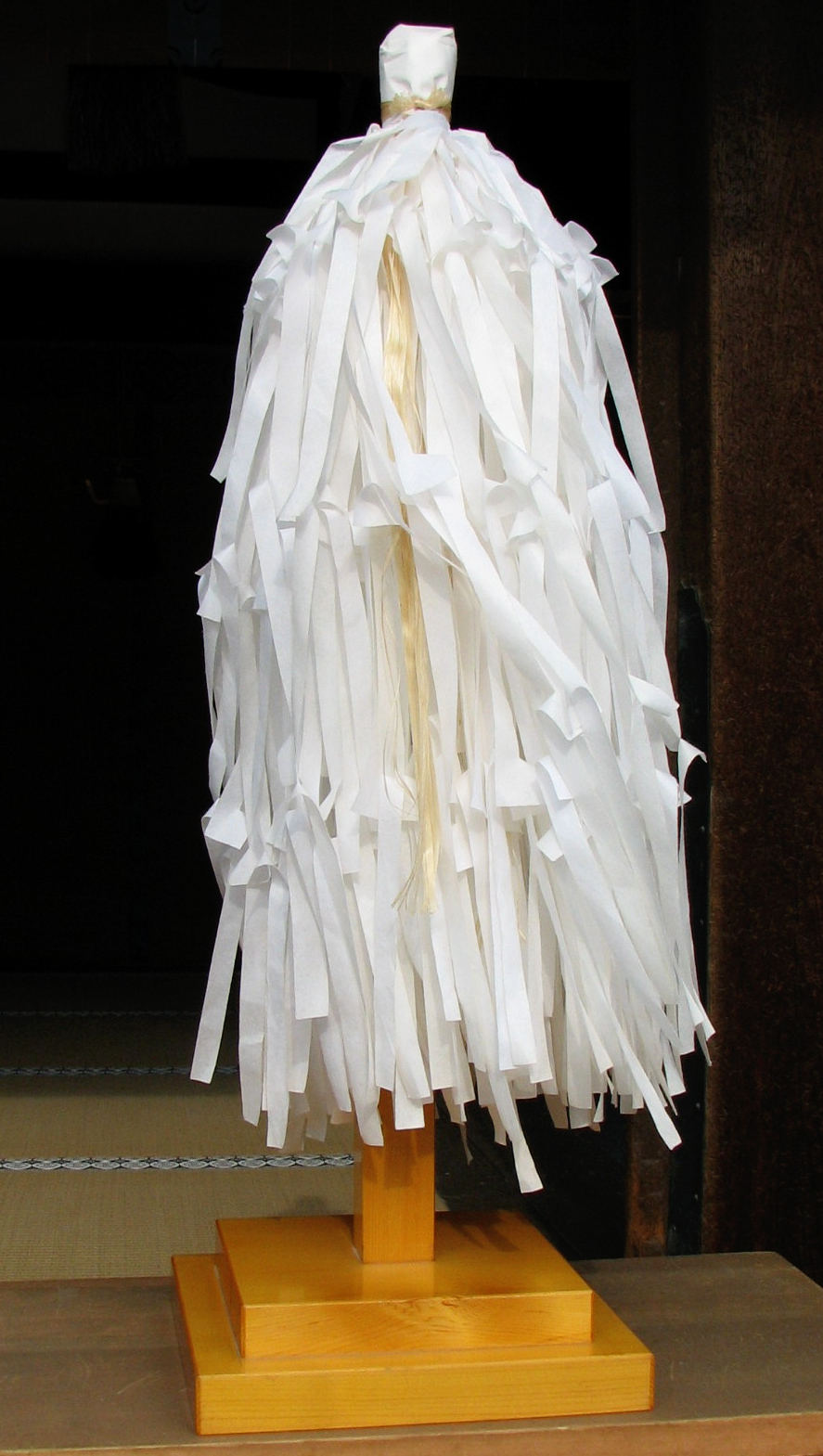
Onusa, gebruikt bij shinto rituelen

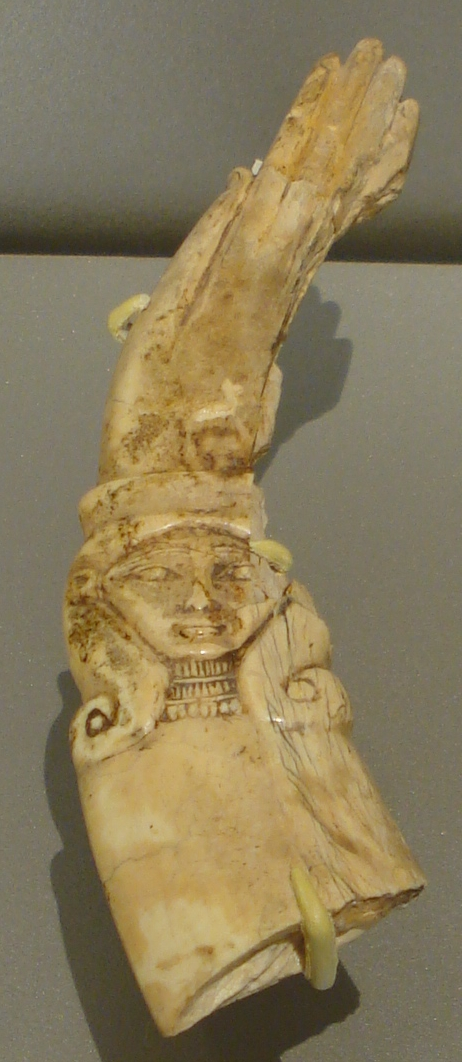
Egyptische toverstaf, gemaakt van ivoor

Een toverstaf is een stok of staf om rituele handelingen mee uit te voeren.

## De toverstaf als ritueel instrument
Het voorwerp wordt gebruikt als religieus instrument bij rituelen in de wicca en door (sjamanen van) verschillende stammen en volkeren verspreid over de hele wereld.
Een van de volkeren die een toverstaf hanteren zijn de Batak, bij wie twee vormen kunnen worden onderscheiden: de lange tunggal panaluan die rijk versierd is en de korte, eenvoudige tunggal malehat. De toverstaf is het belangrijkste attribuut van een datu (priester/sjamaan bij de Batak), maar niet zijn eigendom. De toverstaf wordt gebruikt bij rituelen die de hele gemeenschap aangaan.
Het Oudnoordse vǫlva betekent "spinrok (of toverstaf) dragend" of "draagster van een (magische) staf, zie ook Völva.
In de Bijbel wordt gesproken over de staf van Mozes. God laat deze staf in een slang veranderen en vervolgens weer in een staf om het volk van Israël te overtuigen dat ze Mozes moeten volgen.
Bij shinto-rituelen wordt de Onusa gebruikt, deze toverstaf wordt met papier (in zigzag-vorm) overdekt. Als de papiertjes aan een hexagonaal of octogonaal wordt bevestigd, noemt men dit haraegushi (祓串). Het wordt naar links en rechts bewogen tijdens reinigingsrituelen. Een Onusa lijkt op een Hataki, maar de laatste is een schoonmaakmiddel (vergelijkbaar met de plumeau).

## Afbeeldingen

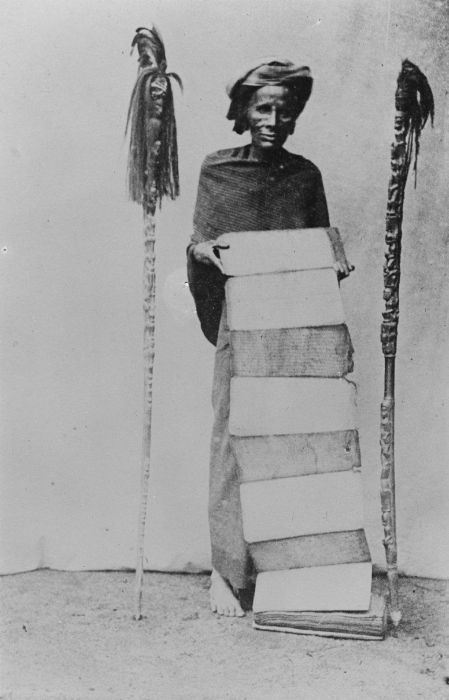
Portret van een Batak datu met een wichelboek en toverstaven
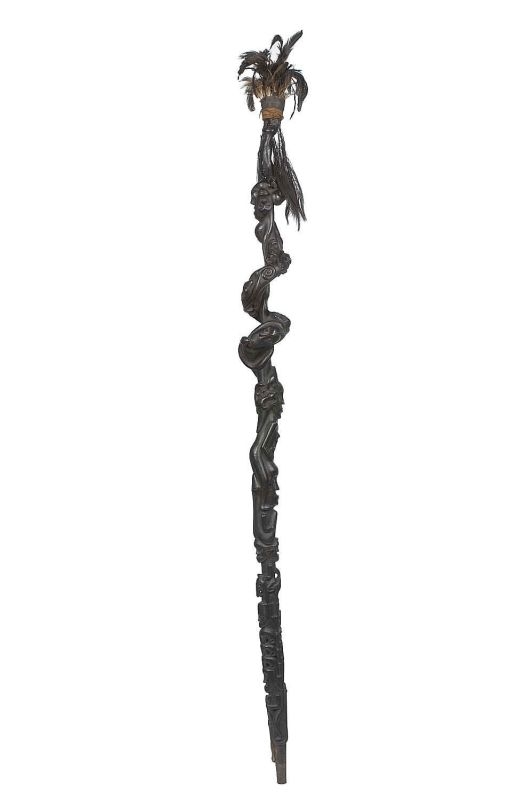
Houten toverstaf van een datu (priester of medicijnman), Wereldmuseum Amsterdam (klik op afbeelding voor meer informatie)
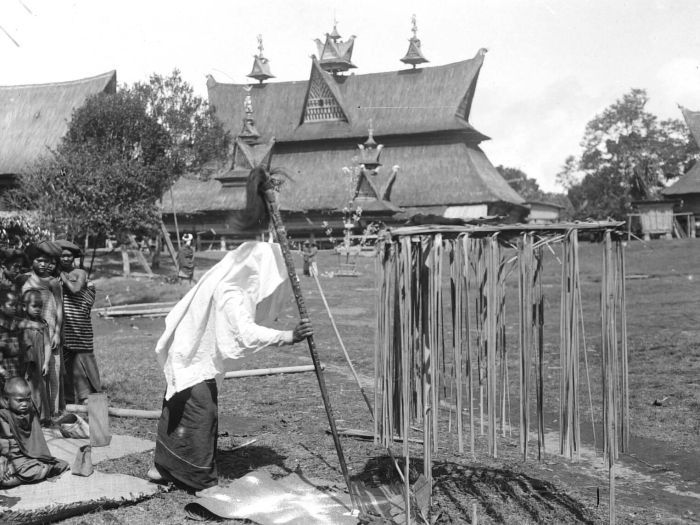
Een Karo-Batak datu (sjamaan) prikt met zijn toverstaf in een ei een pad en een kameleon bij een ceremonie in het dorp Kabanjahe, Sumatra
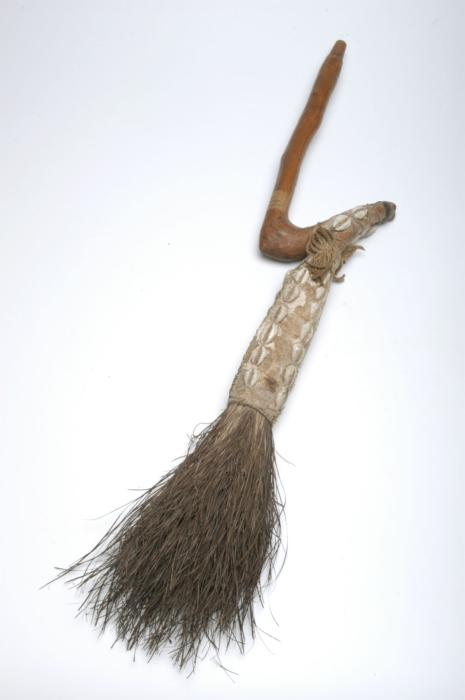
Magische bezem van een obiaman of bonuman (een ritueelspecialist) wordt gebruikt om boze geesten weg te 'vegen' tijdens rituele dansen, Wereldmuseum Amsterdam
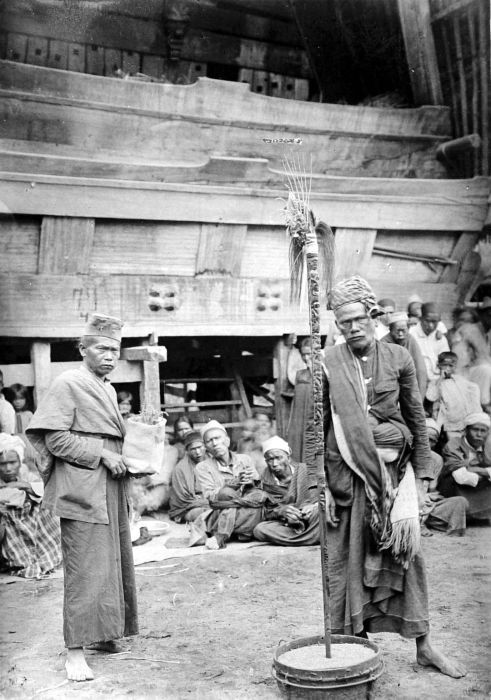
Onder toeziend oog van dorpsgenoten wordt een Batak-toverstaf in een mand met rijst gestoken door de priester
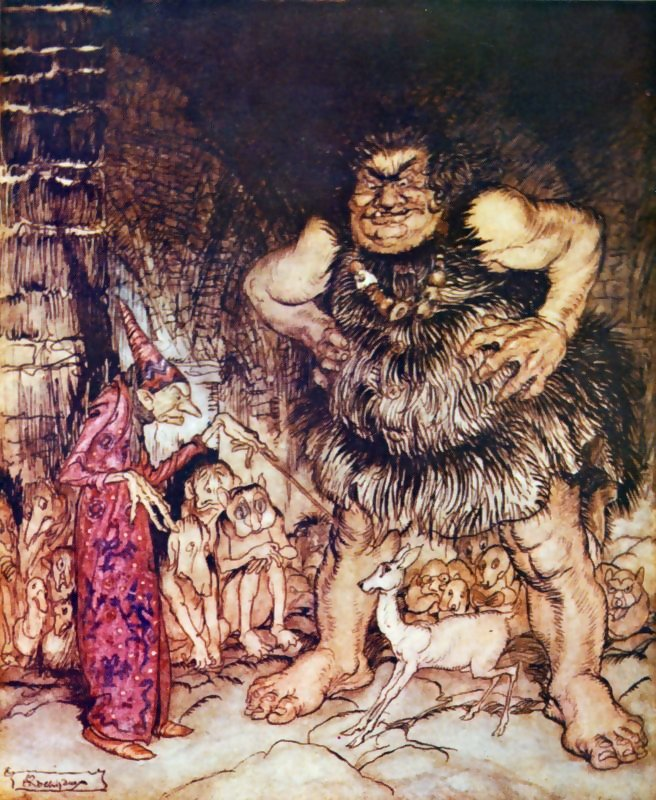
De reus Galligantua en de heks toveren de dochter van de hertog om tot een witte hinde
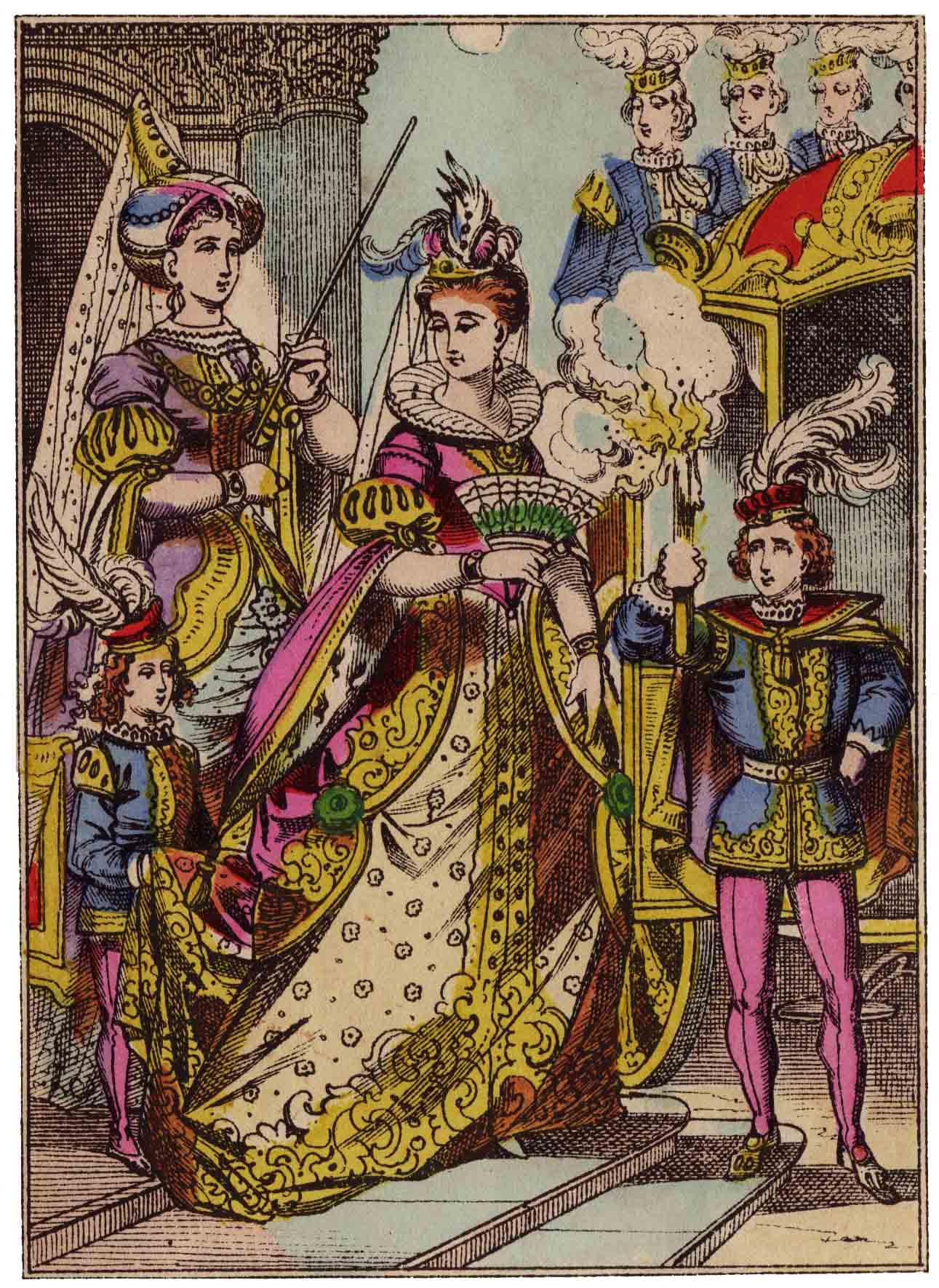
De muizen worden bedienden en een pompoen wordt omgetoverd in een koets door de fee in Cendrillon (Assepoester)
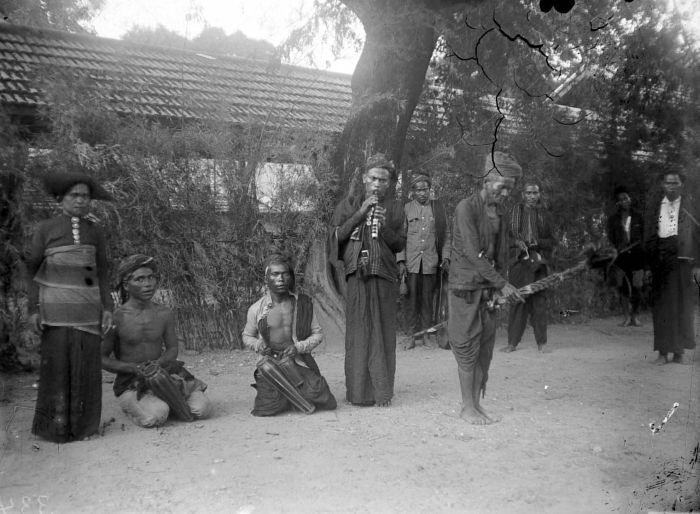
Groep Batak mannen van wie één danst met een toverstaf
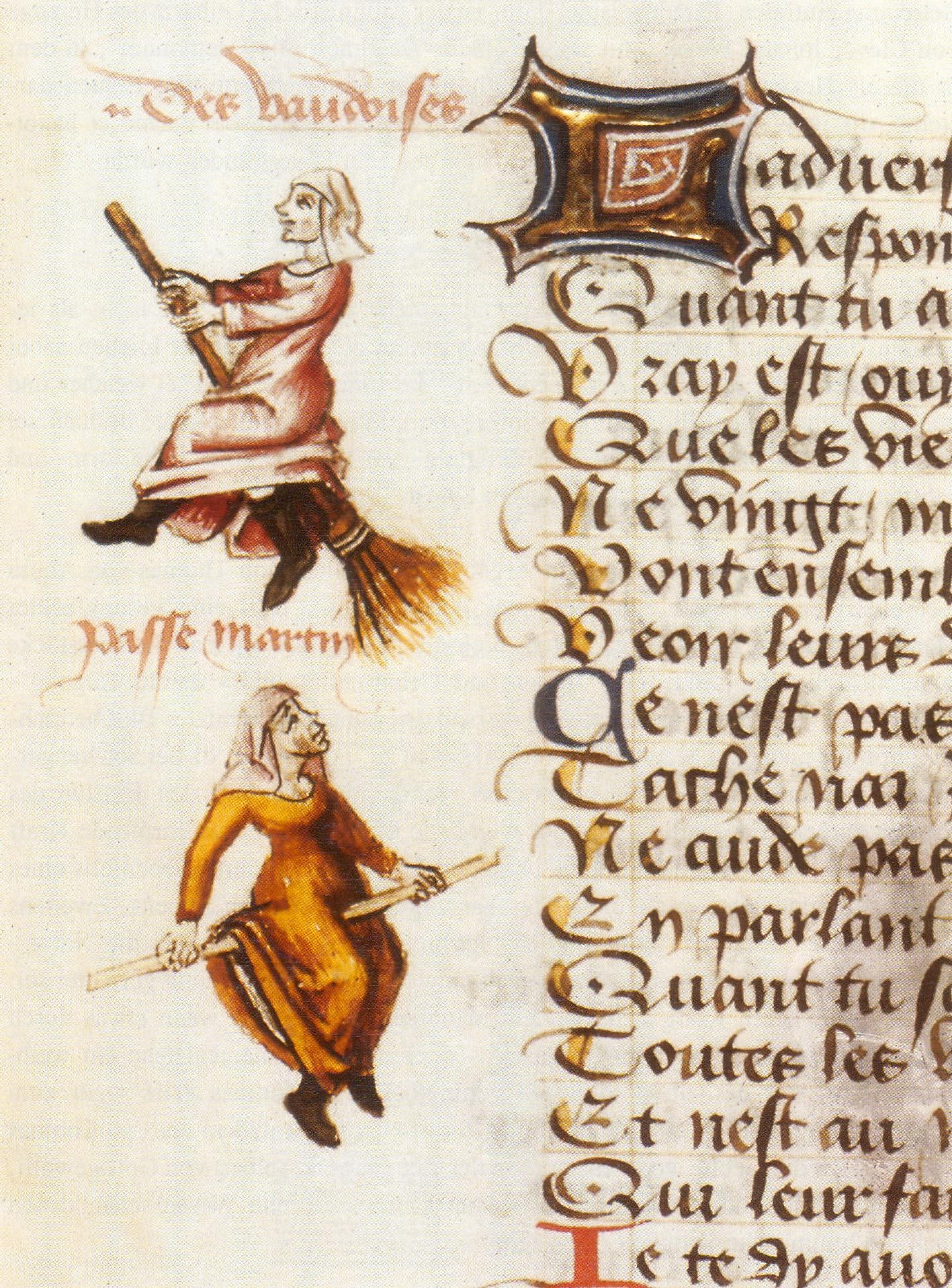
Vliegende heksen in Champion des Dames (manuscript uit 1454)

## Volksverhalen
Ook komt het voorwerp veelvuldig voor in sprookjes, volksverhalen, fantasyverhalen en films. Hier wordt het gebruikt door tovenaars, heksen, feeën of elfen om mee te toveren.
Zie bijvoorbeeld Vrijer Roland uit Kinder- und Hausmärchen en De Schone Slaapster in het Bos van Perrault. Ook in een van de versies van het sprookje over Assepoester wordt een toverstaf gebruikt.
Ook in strips worden toverstaven gebruikt, bijvoorbeeld in De schone slaper en Het Bretoense broertje uit de Suske en Wiske-reeks. In De stralende staf speelt de (tover)staf van Sinterklaas een grote rol. Zwarte Magica en Madam Mikmak uit de Donald Duck-stripverhalen gebruiken ook toverstaven.

### Harry Potter
In de Harry Potter-boeken worden de toverstokken gemaakt van hout en een magisch bestanddeel, bijvoorbeeld feniksveer, eenhoornhaar, drakenbloed of het haar van de glamorgana.
Bekende toverstokkenmakers in deze boeken zijn Olivander en Stavlov.